# Идрис Молла
Идрис Молла е османски дерибей.
За пръв път се споменава през лятото на 1798 година като ковчежник на владетеля на Видин Осман Пазвантоглу. По това време градът е обсаден от правителствени войски и в него възниква недоволство на гражданите, оглавено от номиналния комендант на града Хаджи Хапти паша. Пашата е убит от Идрис Молла и бунтът е пресечен в зародиш.
Идрис Молла остава ковчежник на Пазвантоглу до неговата смърт в началото на 1807 година, след която наследява позицията му на владетел на Видин. През есента на 1808 година негови войски заплашват контролирания от Мустафа Байрактар град Русе. Обезсилен от съперничеството с русенските аяни и изправен пред изпратени срещу него правителствени войски, през 1813 година Идрис Молла се предава на властите при условие, че животът му бъде запазен, и е заселен в околностите на Константинопол.